# Bill Baucom
Bill Baucom (5 maggio 1910 – 16 marzo 1981) è stato un attore statunitense.
Ha iniziato a lavorare come attore nel 1955 con un doppiaggio nel film Lilli e il vagabondo in cui dà la voce a Fido.
Ha continuato a lavorare fino al 1962.

## Filmografia parziale
- Lilli e il vagabondo (Lady and the Tramp), regia di Clyde Geronimi e Wilfred Jackson (1955) - voce
- 26 Men – serie TV, 4 episodi (1957-1959)
- Gunsmoke - serie TV, episodio 8x16 (1962)

## Doppiatori italiani
- Mario Besesti in Lilli e il vagabondo (ed.1955)
- Riccardo Garrone in Lilli e il vagabondo (ed.1997)